# Aj-Petri
Aj-Petri (Oekraïens: Ай-Петрі, Russisch: Ай-Петри, Krim-Tataars: Ay Petri, vertaling uit het Grieks: "Sint-Petrus") is een 1234 meter hoge bergtop in het Krimgebergte, gelegen in de gemeente Jalta in de Krim. De berg troont uit boven de steden Aloepka en Korejiz. Sinds 1987 gaat er een kabelbaan naar de top van de berg.
Het is een bijzonder winderige plaats; 125 dagen per jaar blaast de wind, met windsnelheden tot 50 m/s, om de piek.

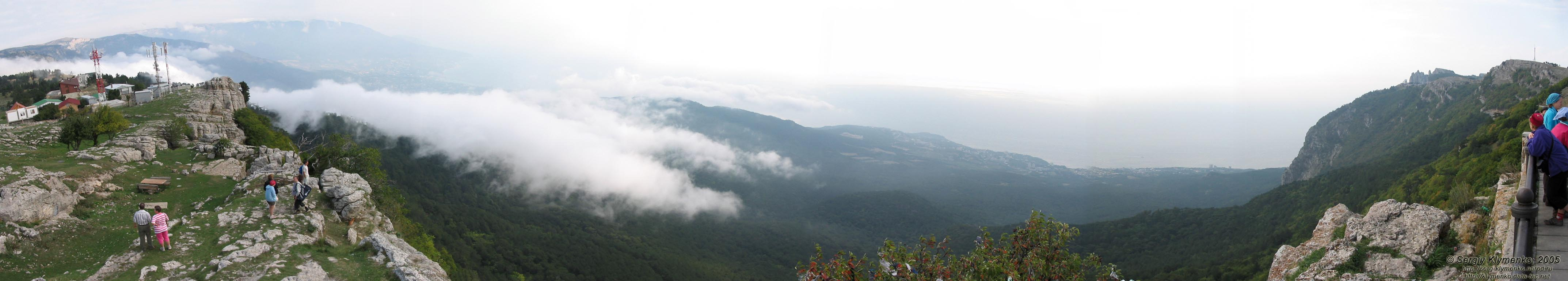
Panorama vanaf de berg
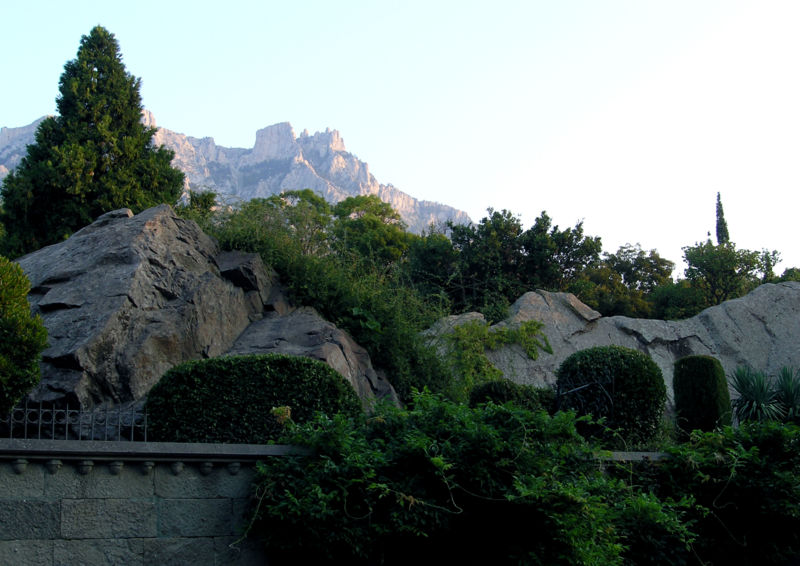
Aj-Petri gezien vanaf het Vorontsovpaleis in Aloepka.
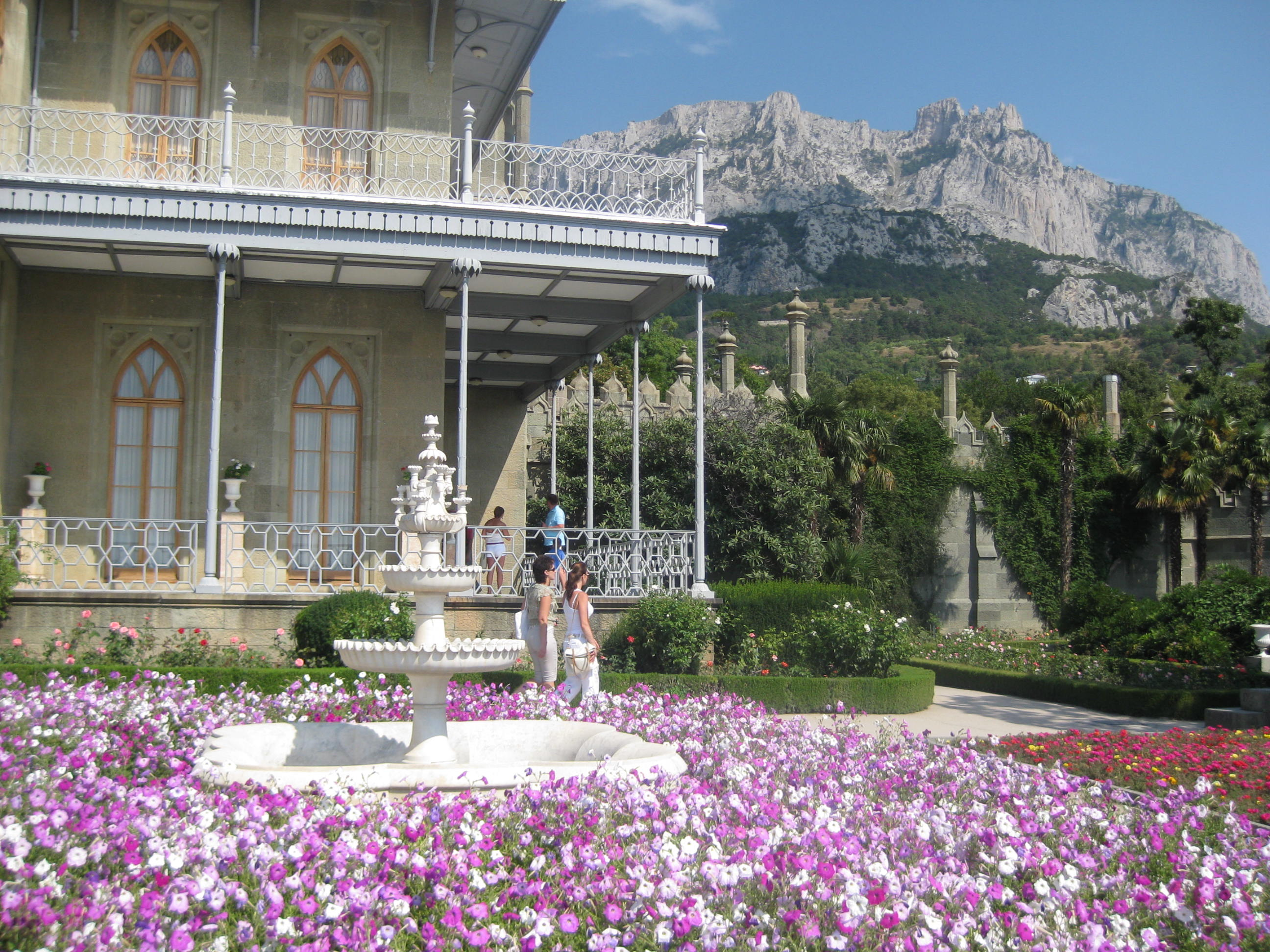
Het Aloepkapaleis met op de achtergrond de Ai-Petri.